# Пенелопа чорна
Пенелопа чорна (Chamaepetes unicolor) — вид куроподібних птахів родини краксових (Cracidae).

## Поширення
Вид поширений в Коста-Риці та Панамі від гірської системи Кордильєра-де-Гуанакасте до провінції Кокле. Мешкає у хмарному лісі в екорегіоні Таламанські гірські ліси.

## Опис
Великий птах, завдовжки від 62 до 63 см, вагою приблизно 1,1 кг. Має блискуче чорне оперення на спині і тьмяніше на череві. Основа дзьоба блакитна, а очі червоні.

## Спосіб життя
Трапляється парами або невеликими групами, які можуть досягати 3-5 птахів. Живе на деревах в середньому шарі рослинності, а іноді й у верхньому ярусу. Живиться плодами дерев. Здебільшого харчується на деревах, але також їсть опалі плоди на землі. Період розмноження триває з лютого по червень. У кладці 2-3 яйця.